# 小叶鹰嘴豆
小叶鹰嘴豆（学名：Cicer microphyllum）为豆科鹰嘴豆属下的一个种。

## 扩展阅读
- 維基物種上的相關：小叶鹰嘴豆